# دیپ دایور
دیپ دایور (به انگلیسی: Deep Diver) یک زیردریایی است که طول آن ۲۲ فوت (۶٫۷ متر) می‌باشد. این زیردریایی  در سال ۱۹۶۶ ساخته شد.